# Размерность Хаусдорфа
Размерность Хаусдорфа, или хаусдорфова размерность — естественный способ определить размерность подмножества в метрическом пространстве. Размерность Хаусдорфа согласуется с нашими обычными представлениями о размерности в тех случаях, когда эти обычные представления есть. Например, в трёхмерном евклидовом пространстве хаусдорфова размерность конечного множества равна нулю, размерность гладкой кривой — единице, размерность гладкой поверхности — двум и размерность множества ненулевого объёма — трём.
Для более сложных (фрактальных) множеств размерность Хаусдорфа может не быть целым числом.

## Определение
Определение размерности Хаусдорфа состоит из нескольких шагов. Пусть {\displaystyle \Omega } — ограниченное множество в метрическом пространстве {\displaystyle X}.

### ε-покрытия
Пусть {\displaystyle \varepsilon >0}. Не более чем счётный набор {\displaystyle \{\omega _{i}\}_{i\in I}} подмножеств пространства {\displaystyle X} будем называть {\displaystyle \varepsilon }-покрытием множества {\displaystyle \Omega }, если выполнены следующие два свойства:
- {\displaystyle \Omega \subset \bigcup _{i\in I}\omega _{i}}
- для любого {\displaystyle i\in I} {\displaystyle |\omega _{i}|<\varepsilon } (здесь и далее {\displaystyle |\omega |} означает диаметр множества {\displaystyle \omega }).

### α-мера Хаусдорфа
Пусть {\displaystyle \alpha >0}. Пусть {\displaystyle \Theta =\{\omega _{i}\}_{i\in I}} — покрытие множества {\displaystyle \Omega }. Определим следующую функцию, в некотором смысле показывающую «размер» этого покрытия: {\displaystyle F_{\alpha }(\Theta ):=\sum \limits _{i\in I}|\omega _{i}|^{\alpha }}.
Обозначим через {\displaystyle M_{\alpha }^{\varepsilon }(\Omega )} «минимальный размер» {\displaystyle {\varepsilon }}-покрытия множества {\displaystyle \Omega }: {\displaystyle M_{\alpha }^{\varepsilon }(\Omega ):=\inf(F_{\alpha }(\Theta ))}, где инфимум берётся по всем {\displaystyle \varepsilon }-покрытиям множества {\displaystyle \Omega }.
Очевидно, что функция {\displaystyle M_{\alpha }^{\varepsilon }(\Omega )} (нестрого) возрастает при уменьшении {\displaystyle \varepsilon }, поскольку при уменьшении {\displaystyle \varepsilon } мы только сжимаем множество возможных {\displaystyle \varepsilon }-покрытий. Следовательно, у неё есть конечный или бесконечный предел при {\displaystyle \varepsilon \rightarrow 0+}:
{\displaystyle M_{\alpha }(\Omega )=\lim \limits _{\varepsilon \rightarrow 0+}M_{\alpha }^{\varepsilon }(\Omega )}.
Величина {\displaystyle M_{\alpha }(\Omega )} называется {\displaystyle \alpha }-мерой Хаусдорфа множества {\displaystyle \Omega }.

### Свойства α-меры Хаусдорфа
- {\displaystyle \alpha }-мера Хаусдорфа является борелевской мерой на {\displaystyle X}.
- с точностью до умножения на коэффициент: 1-мера Хаусдорфа для гладких кривых совпадает с их длиной; 2-мера Хаусдорфа для гладких поверхностей совпадает с их площадью; {\displaystyle d}-мера Хаусдорфа множеств в {\displaystyle \mathbb {R} ^{d}} совпадает с их {\displaystyle d}-мерным объёмом.
- {\displaystyle M_{\alpha }(\Omega )} убывает по {\displaystyle \alpha }. Более того, для любого множества {\displaystyle \Omega } существует[1][2][3] критическое значение {\displaystyle \alpha _{0}}, такое, что:
  - {\displaystyle M_{\alpha }(\Omega )=+\infty } для всех {\displaystyle \alpha <\alpha _{0}}
  - {\displaystyle M_{\alpha }(\Omega )=0} для всех {\displaystyle \alpha >\alpha _{0}}

Значение {\displaystyle M_{\alpha _{0}}(\Omega )} может быть нулевым, конечным положительным или бесконечным.

### Определение размерности Хаусдорфа
Размерностью Хаусдорфа {\displaystyle \dim _{H}\Omega } множества {\displaystyle \Omega } называется число {\displaystyle \alpha _{0}} из предыдущего пункта.

## Примеры
Для самоподобных множеств размерность Хаусдорфа может быть вычислена явно. Неформально говоря, если множество разбивается на {\displaystyle n} частей, подобных исходному множеству с коэффициентами {\displaystyle r_{1},r_{2},\dots ,r_{n}}, то его размерность {\displaystyle s} является решением уравнения {\displaystyle r_{1}^{s}+r_{2}^{s}+\dots +r_{n}^{s}=1}. Например,
- размерность множества Кантора равна {\displaystyle \ln 2/\ln 3} (разбивается на две части, коэффициент подобия 1/3),
- размерность треугольника Серпинского — {\displaystyle \ln 3/\ln 2} (разбивается на 3 части, коэффициент подобия 1/2),
- размерность кривой дракона — {\displaystyle 2} (разбивается на 2 части, коэффициент подобия {\displaystyle {\sqrt {1/2}}}).

## Свойства
- Размерность Хаусдорфа любого множества не превосходит нижней и верхней размерностей Минковского.
- Размерность Хаусдорфа не более чем счётного объединения множеств равна максимуму из их размерностей. 
  - В частности, добавление счётного множества к любому множеству не меняет его размерности.
- Для произвольных метрических пространств {\displaystyle X} и {\displaystyle Y} выполняется соотношение 
{\displaystyle \dim _{H}(X\times Y)\geq \dim _{H}(X)+\dim _{H}(Y).}
  - Для некоторых пар {\displaystyle X} и {\displaystyle Y} неравенство строгое, более того такую пару можно выбрать из компактных подмножеств вещественной прямой.[4]